# Cecilie Woller
Cecilie Woller (* 17. September 1992 in Herning, Dänemark) ist eine dänische Handballspielerin, die für den italienischen Erstligisten Jomi Salerno aufläuft.

## Karriere
Cecilie Woller begann das Handballspielen beim dänischen Verein Snejbjerg SG&I. Nachdem Woller anschließend für Viborg HK aufgelaufen war, schloss sie sich FC Midtjylland Håndbold an. Mit der U18-Mannschaft von FC Midtjylland Håndbold gewann die Rückraumspielerin 2010 die dänische U-18 Meisterschaft. Ein Jahr später gewann sie mit der Damenmannschaft von FCM die dänische Meisterschaft. Woller wechselte 2012 zum dänischen Zweitligisten Nykøbing Falster Håndboldklub, um dort mehr Spielanteile zu erhalten. Mit Nykøbing Falster stieg sie 2013 in die höchste dänische Spielklasse auf. Zur Saison 2015/16 wechselte Woller zum dänischen Zweitligisten Ajax København. In der Saison 2017/18 stand sie beim deutschen Verein SG BBM Bietigheim unter Vertrag. Anschließend kehrte sie zu Ajax København zurück. Ab dem Sommer 2020 lief sie für den deutschen Verein SV Union Halle-Neustadt auf. Nach der Saison 2023/24 wird sie den Verein verlassen. Im Sommer 2024 wechselte sie zum italienischen Erstligisten Jomi Salerno. Mit Jomi Salerno gewann sie 2025 die italienische Meisterschaft.
Cecilie Woller lief für die dänische Jugend und Juniorinnen-Nationalmannschaft auf. Im Jahr 2010 gewann sie die Goldmedaille bei den Olympischen Jugend-Sommerspielen.

## Sonstiges
Ihre Zwillingsschwester Fie Woller spielt ebenfalls Handball.